# Lysimelia
Lysimelia is een geslacht van vlinders van de familie spinneruilen (Erebidae), uit de onderfamilie Herminiinae.

## Soorten
- L. alborenalis Roepke, 1938
- L. alstoni Holloway, 1979
- L. aroa Bethune-Baker, 1908
- L. litoralis Holloway, 1979
- L. lucida Galsworthy, 1997
- L. lysimeloides Hampson, 1893
- L. neleusalis Walker, 1859
- L. nigripes Hampson, 1895
- L. ochreipes Prout, 1932
- L. perixeiminus Rothschild, 1920
- L. phineusalis Walker, 1859